# Café de Foy
Pour les articles homonymes, voir Foy.

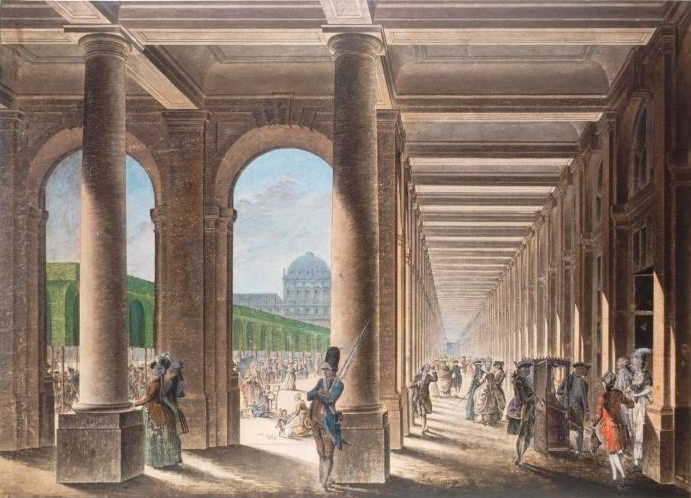
La galerie de Montpensier du Palais-Royal de Paris, au XVIIIe siècle.

Le Café de Foy est un café parisien, en activité de 1749 à 1874 d'abord rue de Richelieu, puis dans les galeries du Palais-Royal. Il ne doit pas être confondu avec l'ancien Café Foy de la Chaussée-d'Antin ni avec celui de l'avenue de l'Opéra, tous deux tenus par les Bignon.

## Histoire
Fondé par un ancien officier du nom de M. de Foy, qui lui donna son nom, ce café occupait à son origine tout un étage d’une maison située rue de Richelieu à hauteur du jardin du Palais-Royal qui n'était, à cette époque, pas encore entouré de galeries et par conséquent attenant à la maison. Un escalier particulier conduisait du Café de Foy à l’une des entrées du jardin.
Vers l’an 1774, l'établissement passa entre les mains d’un sieur Joussereau, qui venait d’épouser une jeune et jolie femme, dont la beauté fit un certain bruit. Voulant voir de près la belle limonadière, le duc d’Orléans vint un soir s’installer dans le café et y prendre une glace. Il y revint plusieurs fois et sa protection fut acquise à cet établissement. Madame Joussereau eut du prince une audience particulière ; elle obtint pour son mari l’autorisation exclusive de vendre des rafraîchissements et des glaces dans la grande allée des marronniers du jardin du Palais-Royal. Il fut d’ailleurs expressément interdit à Joussereau d'installer des tables dans le jardin, il ne pouvait y placer que des chaises. Néanmoins la mode des « terrasses » était ainsi née vers 1775.
Lorsque les galeries de pierre furent achevées, le Café de Foy s’établit alors en 1784, dans les appartements qu’il occupa jusqu’à sa fermeture, aux nos 57 à 60 de la galerie de Montpensier. Le café fut d'ailleurs le premier établissement de ce genre à s’ouvrir au Palais-Royal.

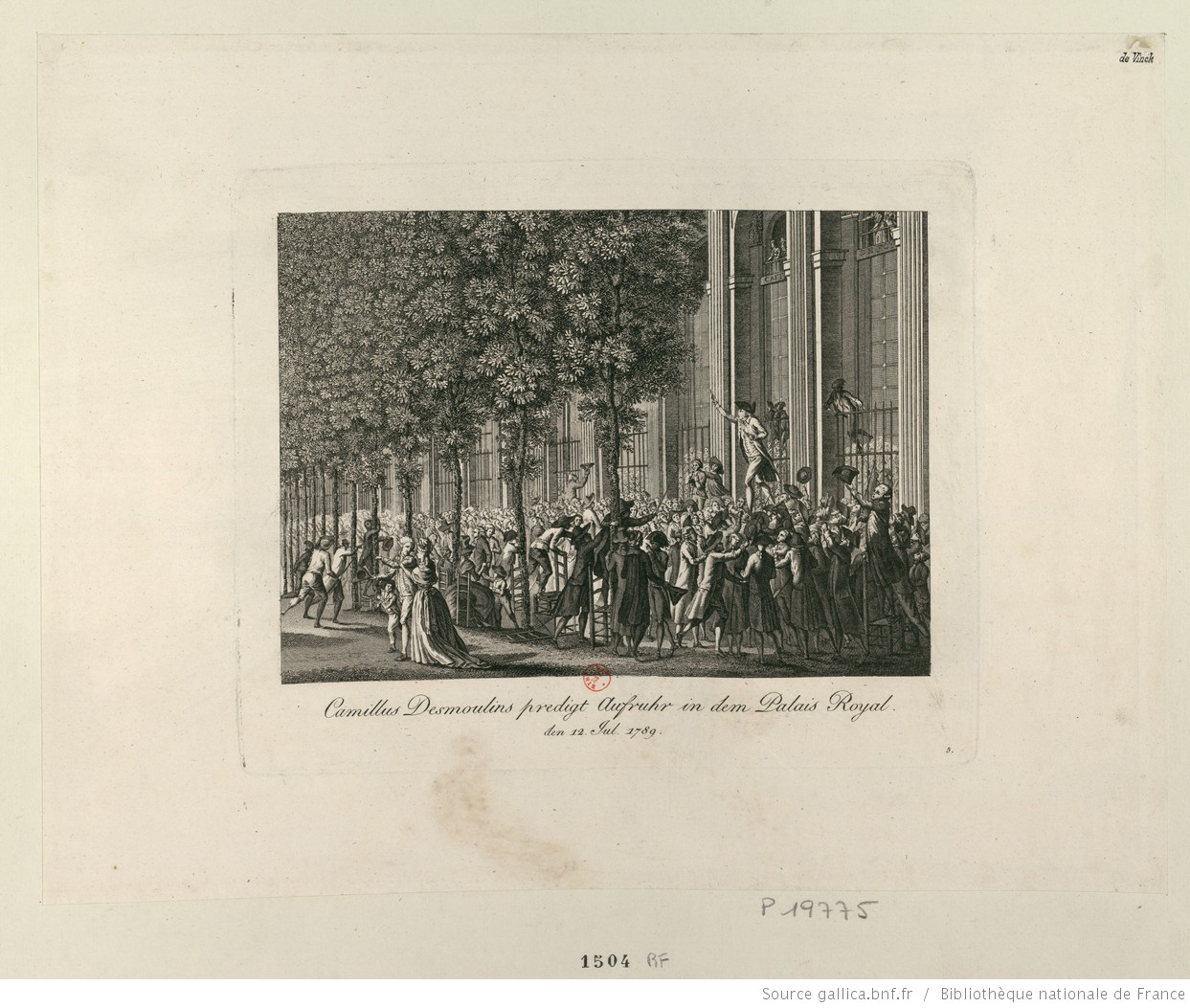
Camille Desmoulins harangue la foule au Palais-Royal, le 12 juillet 1789.

C’est, juché sur une table du Café de Foy que, le 12 juillet 1789, Camille Desmoulins, une épée dans une main, un pistolet dans l’autre, haranguant une foule immense, une feuille verte à son chapeau, appelant les bourgeois de Paris aux armes, leur distribuant des feuilles vertes en signe de ralliement, donna le signal de l’insurrection qui partit de là pour s’achever le lendemain avec la prise de la Bastille. Par la suite, l’orientation politique du Café de Foy, d’abord dévoué aux patriotes, devint nettement plus monarchiste et constitutionnel, fréquenté par des batailleurs fleurdelisés, ayant gourdins, cannes à dard, bâtons plombés, lisant des motions monarchiques, se découvrant quand on prononçait le nom du roi, dont ils demandaient la réintégration dans son pouvoir. On y voyait de vieux chevaliers de Saint-Louis, des anciens militaires, des financiers « à grosses perruques, à cannes à pommes d’or et à souliers carrés ». En février 1791, il se forma au Café de Foy des rassemblements de conspirateurs monarchiques. La même année, on y demanda l’abolition des clubs, même de celui des Amis de la Constitution, séant aux Feuillants.
La réaction prit pied, s’étala presque au Café de Foy où elle dominait. En décembre 1791, les sieurs Jousserand, qui tenaient l’établissement, devenu « un réceptacle de l’aristocratie », faisant partie des maisons de jeu du Palais-Royal signalées comme les repaires habituels des chevaliers du poignard, laissaient voir leur prédilection marquée pour les aristocrates, de préférence aux patriotes. On y lisait tout haut la Gazette de Paris, L'Ami du roi, La Gazette de la Cour et de la Ville.
Durant les XVIIIe et XIXe siècles, le café eut, entre autres habitués célèbres, trois générations de peintres de la famille Vernet : Joseph, Carle et Horace. Au milieu du plafond du rez-de-chaussée, une hirondelle assez bien peinte amenait infailliblement l’anecdote selon laquelle, en 1810, Carle Vernet passait une partie de son temps au Café de Foy, où venait exactement le rechercher son fils Horace. Un jour, en repeignant le plafond, un ouvrier maladroit y fit une tache qu’il ne savait comment dissimuler. Voyant le désespoir de son confrère, le jeune Horace « il avait alors vingt ans » prend le pot à couleurs et les brosses, grimpe à l’échelle, et en cinq minutes, aux applaudissements de son père, d’Isabey et de quelques autres habitués, transforme cette tache grossière en l’élégant oiseau que tout le monde a connu. Il ne manque malheureusement à cette anecdote, qui s’appliquerait facilement au talent preste et vif d’Horace Vernet, que d’être vraie car Vernet lui-même ne perdait jamais une occasion de la démentir et se montrait même presque offensé, dans les dernières années de sa vie, qu’on lui attribuât l’hirondelle du Café de Foy.
Pendant toute la Restauration, le Café de Foy, ayant résisté à toutes les innovations du XIXe siècle telles que le cigare, le domino ou le billard, fut le rendez-vous des ultra-royalistes. Dans la grande salle de cet établissement vénérable, avec ses colonnes cannelées à la mode de 1788, avec l’encadrement de bois ciselé de ses glaces, avec ses vieux quinquets à guirlandes de cristal éclairés à l’huile, le Café de Foy n’ayant jamais adopté l’éclairage au gaz, la lecture, et la conversation à voix basse tournant autour des représentations du Théâtre-Français tout proche, restaient de mise.
Le 22 juillet 1833, Joseph Forlenze, le célèbre ophtalmologue italien qui fréquentait souvent le Café de Foy, y meurt frappé d’apoplexie.
À Joussereau succéda une madame Lenoir ultérieurement remplacée par son fils, qui céda l'établissement à son premier garçon, monsieur Lemaître, lui-même remplacé par un certain Questel qui présida aux destinées du café en 1842. Ayant fait de mauvaises affaires, ce dernier abandonna son fonds à ses créanciers qui firent vendre le mobilier aux enchères en 1874,.

## Sources
- Augustin Challamel, Les Clubs contre-révolutionnaires, Paris, L. Cerf, p. 591-592.
- A. Girault de Saint-Fargeau, Dictionnaire géographique, historique, industriel et commercial de toutes les communes de la France…, Firmin Didot, 1846, p. 190. Lire en ligne.
- Louis Désiré Véron, Mémoires d’un bourgeois de Paris, t. 2, Paris, Gabriel de Gonet, 1853, p. 6-7.
- Mélanges de littérature et d’histoire, Paris, Gabriel de Gonet, Pour la société des bibliophiles français, 1877, p. 46-47.